# Race running

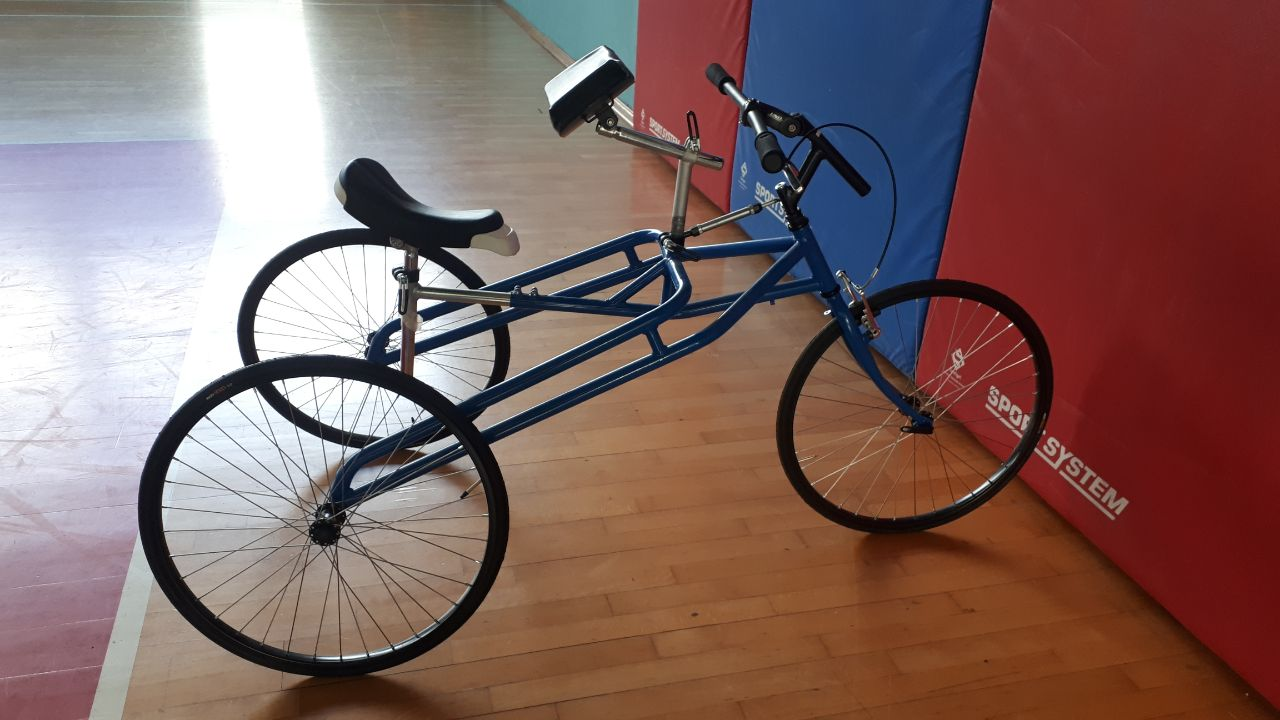
Un race runner.

Il race running (o racerunnig, anche noto come frame running) è una disciplina dell'atletica leggera paralimpica per alcune categorie di atleti con disabilità. Si pratica utilizzando un race runner.
Viene praticato con l'utilizzo di un triciclo senza pedali che consente la corsa anche agli atleti con problemi di mobilità ed equilibrio, in particolare quelli affetti da cerebrolesione grave e spasticità.

## Storia
Il race running nacque in Danimarca nel 1991, quando l'atleta paralimpico Mansoor Siddiqi, che fino ad allora gareggiava con una carrozzina da corsa a marcia indietro, contattò l'atleta Connie Hansen, plurimedagliata nella corsa in carrozzina. I due iniziarono a progettare un nuovo ciclo a tre ruote e privo di pedali, in quanto Siddiqi era in grado di muovere le gambe, ma a causa della sua spasticità non poteva deambulare mantenendo l'equilibrio. 
Il primo prototipo fu realizzato dal padre di Connie Hansen, fabbro in pensione, utilizzando pezzi di recupero, come ricambi per biciclette, lo schienale di una sedia da ufficio e i tubi di un vecchio aspirapolvere.
Nel 1991 Mansoor Siddiqi partecipò fuori concorso ai Robin Hoods Games con l'intento di far conoscere ad altri atleti il nuovo mezzo, che nel 1992 iniziò a diffondersi lentamente in tutta la Danimarca. Dopo quella competizione, il triciclo senza ruote venne chiamato The Walking Machine (letteralmente "macchina per camminare"), ma venne rinominato Petra in occasione dei Giochi paralimpici di Barcellona 1992, dove la mascotte ufficiale dell'evento era una ragazza priva di braccia ma con gambe forti che le consentivano di competere in diversi sport: il suo nome era Petra e simboleggiava il potenziale della nuova disciplina.
In seguito, quando l'attrezzo iniziò a diffondersi gradualmente in tutto il mondo, Siddiqui e Hansen optarono per un nome più diretto e comprensibile a tutti: race running.
Nel 1994 il race runnig fece la sua prima comparsa in una competizione di livello internazionale, anche se non in forma ufficiale: fu utilizzato ai campionati mondiali di atletica leggera paralimpica di Berlino come dimostrazione nel campo di riscaldamento. Nel 1995 ai Giochi europei della CPISRA (Cerebral Palsy International Sports and Recreation Association) si disputarono le gare sperimentali dei 100, 200, 400 e 800 metri di race running, ma vi presero parte solo atleti danesi a causa della scarsa diffusione dell'attrezzo, ma fu comunque un'importante rampa di lancio per la nuova disciplina.
Nel 1997 ai Giochi mondiali CPISRA di Nottingham il race running era presente nel programma come disciplina ufficiale e oltre agli atleti danesi presero parte alle gare anche due atleti provenienti da Gran Bretagna e Giappone.
Mel 1998 il race running fu portato per la prima volta fuori dall'area di Copenaghen: ad Aalborg fu ideato un programma di formazione per l'uso del race runner grazie a una collaborazione tra la locale società di atletica leggera, un'associazione sportiva per persone con disabilità e una scuola frequentata da bambini con bisogni educativi speciali, che vide ufficialmente la luce nel 2007.
Ai Giochi mondiali CPISRA di Copenaghen 2017 parteciparono alle gare di race running 100 atleti provenienti da 13 Paesi e dal 1º gennaio 2018 la World Para Athletics riconobbe il race running come competizione ufficiale alle manifestazioni nelle classi T31 e T32, per poi riclassificarlo nelle classi T71 e T72 a partire dal 2021.
La prima gara ufficiale di race running in una competizione della World Para Athletics si tenne in occasione dei campionati europei di atletica leggera paralimpica di Berlino 2018, dove gli atleti che correvano con il race runner erano inseriti nelle categorie RR1, RR2 e RR3 (queste ultime due categorie raccolte in un'unica categoria RR2/3). Dopo questa manifestazione, si decise di escludere la categoria RR1 dalle competizioni internazionali.
I campionati del mondo di atletica leggera paralimpica di Dubai 2019 furono la prima competizione iridata ad avere nel programma gli atleti delle classi RR2 e RR3, raccolti anche in questo caso in un'unica categoria. Vi parteciparono dieci atleti (cinque uomini e cinque donne) che si sfidarono sui 100 metri. I mondiali paralimpici di Parigi 2023 furono invece la prima competizione internazionale ad avere il programma gare per il frame running nelle classi T71 e T72.

## Descrizione

### Telaio
Il telaio del race runner è costituito da due elementi tubolari che collegano le ruote posteriori al manubrio e da un terzo elemento che collega il manubrio al mozzo della ruota anteriore. È inoltre presente un quarto elemento tubolare che da sotto il manubrio va a sorreggere la sella e l'eventuale supporto per il tronco dell'atleta.
Al telaio può inoltre essere applicato un sostegno per bloccare un arto inferiore nel caso in cui l'atleta non sia in grado di controllarne i movimenti, al fine di impedire che possa urtare i raggi delle ruote posteriori.

### Ruote
Il race runner presenta una ruota anteriore e due ruote posteriori, la prima leggermente più piccola delle seconde. La parte interna delle ruote posteriori può avere una protezione per impedire che i piedi dell'atleta possano urtare i raggi.

### Manubrio e freno
Il manubrio è del tutto simile a quello di una bicicletta e presenta una leva per il freno collegata con un cavo di trasmissione al corpo freno presente sulla ruota anteriore. La leva del freno può essere posta a destra o a sinistra, a seconda delle preferenze e possibilità di mobilità delle mani dell'atleta.

### Sella e supporto per il tronco
La sella può essere di varie forme. Può essere simile alla sella di una comune bicicletta da corsa, oppure può avere forme più ergonomiche a seconda delle esigenze dell'atleta, al fine di conferirgli maggiore stabilità.
Oltre alla sella, deve essere presente un supporto posto tra questa e il manubrio per garantire un sostegno per il tronco. È anche possibile fissare il tronco dell'atleta al sostegno tramite l'utilizzo di un'apposita cintura o di un tutore ortopedico.

## Regole per le competizioni con race runner
Il regolamento della World Para Athletics prevede alcune norme specifiche per il race runnig, che devono essere rispettate in tutte le competizioni internazionali e nazionali organizzate o riconosciute dalla WPA:
Regola 14
1. Requisiti generali del race runner:

a) Nelle competizioni riconosciute dalla WPA il telaio del race runnnig deve avere una sella, una piastra di supporto per il tronco, un manubrio, due ruote posteriori e una ruota anteriore.
b) Ogni race runner deve essere dotato di un sistema di frenata funzionante, per motivi di sicurezza.
c) Non sono ammessi ingranaggi o leve meccaniche per azionare il race runner.
d) Non è consentito l'uso di specchietti nelle gare di race runner.
e) In tutte le gare l'atleta deve essere in grado di girare manualmente a destra e a sinistra la ruota anteriore per dare la direzione. Sono ammessi solo dispositivi di sterzo meccanici azionati manualmente.
f) Non è consentito l'uso di carenature o dispositivi simili per migliorare l'aerodinamica del race runner.
g) Nessun elemento del race runner o dei suoi accessori può incamerare energia (ad esempio energia elastica) per migliorare le prestazioni.
h) I dispositivi fissati al race runner o all'atleta devono rispettare la regola 7.4 (d).
1. Requisiti del telaio del race runner[R 1]:

a) Nessuna parte del telaio del race runner, né gli accessori attaccati ad essa, deve estendersi in avanti oltre il mozzo della ruota anteriore né indietro oltre il piano verticale più arretrato delle ruote posteriori (compresi gli pneumatici). Inoltre, la larghezza del telaio e degli accessori non deve superare la larghezza della luce tra i due mozzi delle ruote posteriori.
b) La lunghezza massima del race runner deve essere di 200 cm e la larghezza massima deve essere di 95 cm, inclusi gli pneumatici gonfi.
c) La struttura del telaio deve essere realizzata con un materiale che garantisca sufficiente stabilità e rigidità per motivi di sicurezza.
d) La struttura del telaio deve comprendere una sella.
e) La sella può presentare forme differenti rispetto a quelle della tradizionale sella delle biciclette da corsa.
f) Per garantire la stabilità dell'atleta, la struttura del telaio deve avere una piastra di supporto per il tronco.
1. Requisiti delle ruote:

a) Il diametro massimo di ogni ruota, inclusi gli pneumatici gonfi, non deve superare i 72 cm.
b) Le ruote posteriori possono avere un copriruota solo all'interno.
1. Omissis

1. Gli atleti possono muovere il race runner nelle gare delle classi T31 e T32 con i piedi sia in avanti che all'indietro.